# HD 166251
HD 166251，又名CP-63 4334，SAO 254179、HR 6796，是一颗恒星，视星等为6.47，位于銀經330.71，銀緯-20.19，其B1900.0坐标为赤經18h 4m 39.1s，赤緯-63° -20.19′ 40″。